# نصرت‌الدین هزاراسپ
نصرت‌الدین هزاراسپ، نصرت‌الدین هزاراسب یا هزاراسپ بن ابی‌طاهر، پسر ابوطاهر فضلویه و بنیان‌گذار واقعی اتابکان لرستان یا ملوک هزار اسپی بود که یکی از سلسله‌های ملوک‌الطوایفی ایران به‌شمار می‌آید. 

## تاریخچه
اتابکان لرستان در اوایل روی کار آمدن سلغریان در فارس به عرصه آمد. حکومت این نواحی را پدرش فضلویه از جانب سلغریان به دست آورده بود اما بعدها داعیهٔ استقلال پیدا کرده بود و به صلح و جنگ و وعده و وعید طایفه‌های شبانکاره این نواحی را با سرکردگانشان تحت فرمان درآورده بود. هزار اسپ بعد از پدر و به سال ۵۵۰ هجری قمری به امارت رسید که تا سال ۶۲۶ هجری قمری به مدت ۷۶ سال قمری و ۷۴ سال شمسی ادامه داشت و طولانی‌ترین مدت پادشاهی را در تاریخ ایران داشته‌است. او با ایجاد امن و رفاه در ولایت طایفه‌های دیگر را هم به قلمرو خود جلب کرد و قلمرو موروثی اش را گسترش داد و از شولستان تا حدود اصفهان را در ضبط آورد. عنوان اتابک را خلیفهٔ بغداد الناصرلدین الله بدو داد اما در لشکرکشی محمد خوارزمشاه بر ضد خلیفه در سال ۶۱۴ به سلطان پیوست و حتی بعد از سلطان محمد هم یکی چند نسبت به جلال‌الدین خوارزمشاه وفاداری نشان داد. با اتابکان فارس هم از در دوستی درآمد. اتابک تکله فارس دختر خویش به زنی به او داد. بعد از وی امارت این قلمرو به پسرش مظفرالدین تکله رسید. تکلهٔ لر که نوادهٔ دختری تکلهٔ سلغری بود به نام پدربزرگش موسوم بود.